# Hrozba z vesmíru
Hrozba z vesmíru (anglicky The Motion Picture) je kniha Gene Roddenberryho z roku 1979 na motivy celovečerního snímku Star Trek: Film z téhož roku.

## Obsah
Obsah knihy i filmu jsou shodné.
Jak v TV seriálu, tak knihách včetně této na seriál navazující je v popředí děje trojice tvořená kapitánem Jamesem Kirkem, prvním, vědeckým důstojníkem Spockem z planety Vulkán a vrchním lékařem Dr. Leonardem McCoyem. Tuto trojici doplňují další důstojníci – vrchní inženýr Montgomery Scott, komunikační důstojnice Nyota Uhura a dvojice navigačních důstojníků Hikaru Sulu a Pavel Čechov.
Galaxií se pohybuje podivný modrý oblak, který ničí vše, co mu stojí v cestě, včetně letky klingonských křižníků. Zastavit jej se vydá loď USS Enterprise pod vedením admirála Kirka, které se podaří do něj vplout a proniknout až do jeho středu. Uvnitř mračna je megastavba supervyspělé civilizace, která se s Enterprise snaží nakonec navázat kontakt prostřednictvím uměle vytvořené bytosti. Příčinou útoku energetického mraku vůči Zemi je zachycená americká sonda Voyager 6 jejíž původ se rozhodne inteligence zjistit i za cenu likvidace všeho živého. Posádce Enterprise se podaří problém vyřešit a na poslední chvíli Zemi zachránit.

## České vydání
Do češtiny knihu přeložil Zdeněk Volný a vydalo jej nakladatelství Baronet Praha roku 1993 jako první knihu z tzv. filmové řady. Jejím obsahem jsou přepisy filmů. Od druhé knihy této řady je ve stejném formátu, grafické úpravě a číslování uváděn v tiráži vydavatel Albert Boskovice s souhlasem vydavatelství Bonus Press.